# Allan (Saskatchewan)
Allan es un pueblo canadiense situado en la provincia de Saskatchewan.

## Superficie
Allan tiene una superficie de 1,8 km².

## Demografía
En 2021, tenía 625 habitantes, una densidad poblacional de 347,8 hab./km², y 279 viviendas.